# Ron-Robert Zieler
Ron-Robert Zieler (1989. február 12., Köln, Nyugat-Németország) világbajnok német labdarúgó, az 1. FC Köln játékosa.2008-ban a német válogatottal megnyerte az U19-es Eb-t.

## Pályafutása

### Klubcsapatokban

#### Manchester United
Zieler a Viktoria Köln és az 1. FC Köln ifiakadémiáján is megfordult, mielőtt 2005-ben a Manchester Unitedhez került volna. Első ottani szezonjában 22 mérkőzésen kapott lehetőséget. 11 alkalommal a tartalékcsapatba is bekerült, de mindannyiszor csak a cserepadig jutott. A következő évadban Ben Amosszal váltogatták egymást az ificsapat kapujában, és 2007. március 15-én végre a tartalékok között is bemutatkozhatott. Nem sikerült túl jól a debütálása, csapata ugyanis 3-0-ra kikapott a Sheffield Unitedtől. Ennek ellenére négy nappal később, az Oldham Athletic ellen ismét lehetőséget kapott, amikor a United 2-0-ra győzött.
A 2007/08-as szezonra Zieler teljes jogú tagja lett a tartalékcsapatnak, ahol 11-szer léphetett pályára. A Manchester Senior Cup és a Lancashire Senior Cup döntőjében is ő védett, és mindkettőt megnyerték a „Vörös Ördögök”. A következő idényre megkapta a 38-as mezszámot a nagycsapatnál. 2008. szeptember 23-án a kispadra is leülhetett a felnőttek között, egy Middlesbrough elleni Ligakupa-meccsen.
2008. november 26-án kölcsönvette a Northampton Town, Chris Dunn mellé második számú kapusnak. 2009. február 21-én debütált a Walsall ellen, majd három nappal később, a Brighton & Hove Albion ellen is pályára lépett. Február 26-án visszatért a Manchester Unitedhez, ahol egy Newcastle United elleni tartalék bajnokin egy ütközés során eltörte a karját.

#### Northampton Town (kölcsönben)
2008. november 26-án kölcsönbe került a Northampton Town csapatába december 31-ig, Riválisa Chris Dunn és Frank Fielding, aki a Blackburn Rovers FC-től került kölcsönben a Northamptonhoz. A kölcsönt később meghosszabbították 2009. január 31-ig, majd február 2-án ismét meghosszabbították február 25-ig.
2009 februárjában debütált a Walsall FC elleni hazai mérkőzésen amit 2-0-ra elvesztettek. Három nappal később, a Brighton & Hove Albion ellen pályára lépett, a mérkőzés 1-1-es döntetlennel végződött. 2009. február 26-án visszatért Manchester Unitedba.

#### Visszatérés a Manchester Unitedbe
Miután visszatért a Manchester Unitedba, újra a tartalék csapat kapusa, négy mérkőzésen védett folyamatosan visszatérte után. 2009. március 30-án a Newcastle United FC tartalék csapata ellen eltört a karja, amikor is a newcastlei csatár eltalálta a levegőben. A 2009-10-es szezon előtt felépült, de vissza nem tudta szerezni a helyét a tartalék csapatban.

#### Hannover 96
2010. április 22-én próbajáték vett rész a német Bundesligában szereplő Hannover 96 csapatánál, majd kétéves szerződést írt alá. 2010. július 1-jén lépett érvénybe a szerződés, ami magában foglalja annak lehetőségét, hogy egy évvel meghosszabbítható a szerződése. A 20-as mezszámot kapta meg. A második csapatban szerepelt addig amíg nem debütált a felnőttek közt. 2011. január 16-án be is mutatkozott a Bundesligában a Eintracht Frankfurt ellen, a mérkőzést 3-0-ra megnyerték. A szezon további mérkőzésein első számú kapussá lépett előre, kispadra szorítva az addigi első számú kapust, Florian Fromlowitz-t. 2011. június 24-én meghosszabbították szerződését 2015-ig. A korábbi első számú kapus 1-es mezszámát is megkapta, miután Fromlowitz a MSV Duisburgba igazolt.

#### Leicester City
2016. június 3-án négyéves szerződést írt alá a Leicester City csapatával. Augusztus 27-én debütált a Swansea City ellen 2–1-re megnyert találkozó 7. percében, amikor a sérült Kasper Schmeichel helyére beküldte az edzője.

#### VfB Stuttgart
2017. július 11-én hároméves szerződést írt alá a VfB Stuttgarttal.

#### Ismét Hannover 96
2019 júniusában bejelentették, hogy visszatér régi csapatához a Hannover 96-hoz.

#### Köln
2020. augusztus 13-án egyéves kölcsönszerződést kötött az 1. FC Kölnnel. 2025. július 8-án kétéves szerződést kötött a klubbal.

### Válogatott
2008-ban a német U19-es csapattal megnyerték a 2008-as U19-es labdarúgó-Európa-bajnokságot és szerepelt a U-20-as válogatottal a 2009-es U20-as labdarúgó-világbajnokságon.
A német válogatottban 2011. november 11-én debütált Ukrajna ellen a 3-3-as végeredményt hozó mérkőzésen, amelyen a második félidőben többször is bravúrral óvta meg hálóját és hozzájárult ahhoz, hogy együttese kétgólos hátrányt ledolgozva döntetlenre hozza az összecsapást. A Nationalelfben legutóbbi 1954-ben fordult elő, hogy újonc hálóőr három gólt kapjon, akkor Heinrich Kwiatkowski a világbajnokságon Magyarország ellen kapott nyolc találatot.

## Statisztika
| Klub                       | Szezon           | Bajnokság | Bajnokság | Kupa     | Kupa  | Ligakupa | Ligakupa | Nemzetközi | Nemzetközi | Összesen | Összesen |
| Klub                       | Szezon           | Mérkőzés  | Gólok     | Mérkőzés | Gólok | Mérkőzés | Gólok    | Mérkőzés   | Gólok      | Mérkőzés | Gólok    |
| -------------------------- | ---------------- | --------- | --------- | -------- | ----- | -------- | -------- | ---------- | ---------- | -------- | -------- |
| Manchester United          | 2008–09          | 0         | 0         | 0        | 0     | 0        | 0        | 0          | 0          | 0        | 0        |
| Northampton Town (kölcsön) | 2008–09          | 2         | 0         | 0        | 0     | 0        | 0        | 0          | 0          | 2        | 0        |
| Manchester United          | 2009–10          | 0         | 0         | 0        | 0     | 0        | 0        | 0          | 0          | 0        | 0        |
| Hannover 96                | 2010–11          | 15        | 0         | 0        | 0     | 0        | 0        | 0          | 0          | 15       | 0        |
| Hannover 96                | 2011–12          | 34        | 0         | 2        | 0     | —        | —        | 13         | 0          | 49       | 0        |
| Hannover 96                | 2012–13          | 34        | 0         | 3        | 0     | —        | —        | 12         | 0          | 49       | 0        |
| Hannover 96                | 2013–14          | 34        | 0         | 2        | 0     | —        | —        | —          | —          | 36       | 0        |
| Hannover 96                | 2014–15          | 34        | 0         | 2        | 0     | —        | —        | —          | —          | 36       | 0        |
| Hannover 96                | 2015–16          | 34        | 0         | 2        | 0     | —        | —        | —          | —          | 36       | 0        |
| Leicester City             | 2016–17          | 0         | 0         | 0        | 0     | 0        | 0        | 0          | 0          | 0        | 0        |
| Karrier összesen           | Karrier összesen | 202       | 0         | 11       | 0     | 0        | 0        | 25         | 0          | 238      | 0        |

## Sikerei, díjai

### Válogatott
Német U19
- U19-es labdarúgó-Európa-bajnokság győztes (1): 2008

Németország felnőtt válogatott
- Eb-bronzérem (2012
- vb-aranyérmes (2014)

## Külső hivatkozások
- Ron-Robert Zieler adatlapja a Manchester United honlapján
- Ron-Robert Zieler adatlapja a transfermarkt.de-n
- Zieler lett az Löw-éra ötvenedik debütánsa